# Fylde
Fylde ist eine Halbinsel  in der Grafschaft Lancashire, England. Über die Halbinsel erstrecken sich die drei Distrikte Fylde, Wyre und Blackpool. Städte auf der Halbinsel sind Blackpool, Fleetwood, Thornton-Cleveleys, Poulton-le-Fylde und Lytham St Annes.